# Берег Миклухо-Маклая
Берег Рай (англ. Rai Coast; до 1914 года Берег Миклухо-Маклая) — участок северо-восточного побережья острова Новая Гвинея между 5 и 6° ю. ш. протяжённостью около 300 км, между заливом Астролябия и полуостровом Хуон.

## История
Первым европейцем, исследовавшим этот участок острова во время своих продолжительных пребываний на нём в 1871—1872, 1876—1877, 1883 годах, стал российский ученый Н. Н. Миклухо-Маклай.
По описаниям самого учёного эта территория простиралась «от мыса Кроазиль на западе до мыса Короля Вильяма на востоке, от берега моря на северо-востоке до высочайшего хребта гор (Мана Боро-Боро) на юго-западе». В 1873 году Миклухо-Маклай писал по поводу этого названия:

Я таким образом называю берег Новой Гвинеи вокруг Астроляб-бай и бухты с архипелагом Довольных Людей по праву первого европейца, поселившегося там, исследовавшего этот берег и добившегося научных результатов.

Особого внимания заслуживают предлагаемые учёным проекты основания на острове российской колонии.
С предложением установить российский протекторат над Берегом Миклухо-Маклая учёный впервые обратился к правительству Российской империи в 1875, но предложение было отклонено по причине «отдалённости этой страны и отсутствия там русских интересов».
Активизация колониальной деятельности Великобритании и Германии в регионе заставила учёного в 1883—1884 годах вновь обратиться с подобным предложением к императору Александру III, великому князю Алексею Александровичу и министру иностранных дел Н. К. Гирсу. Предполагался и запасной вариант — признание самостоятельности территории.
Российский историк А. Ю. Плотников отмечает, что на этот момент у Российской империи был целый ряд оснований, самым весомым из которых был, в соответствии с действующими нормами международного права, факт приобретения учёным, российским подданным, значительных участков земли, заявить свои права на эту территорию. Возможность установления протектората облегчалась тем фактом, что в октябре 1884 Великобритания установила протекторат только над южной частью Новой Гвинеи.
Обращение Миклухо-Маклая было рассмотрено на специальном обсуждении, при участии министра иностранных дел Гирса, директора департамента внутренних сношений МИДа Ф. Р. Остен-Сакена и управляющего морским министерством адмирала И. А. Шестакова, в октябре-декабре 1884 года. Обращение было отклонено в связи с опасениями, что Российская империя не сможет удержать за собой эту отдалённую территорию, хотя особо подчёркивалась важность не допустить установления в Тихоокеанском регионе порядков, несогласных с российскими интересами, а к учёному обращались с просьбой информировать правительство о текущей ситуации.
Однако уже 5 декабря 1884 Германия объявила об установлении своего протектората над северной частью Новой Гвинеи и близлежащими островами.
Подготовка этой операции началась в августе 1884 года, когда в Сидней в качестве представителя торговой миссии и руководителя экспедиции прибыл немецкий путешественник О. Финш, имевший специальные полномочия канцлера Бисмарка.
29 сентября 1884 он высадился на Берег Миклухо-Маклая, где в районе деревни Бонгу, выдавая себя за брата Миклухо-Маклая, приобрёл участок земли. На этом основании 5 октября 1884 он поднял там флаг Германии. В дальнейшем подобную операцию Финш проделал на островах Били-Били и Грагед. Через месяц северо-восточное побережье и близлежащие острова обошёл германский военный корабль, провозгласив германский протекторат над этой территорией, отныне именуемой на немецком языке Земля Кайзера Вильгельма.
Как отмечает А. Ю. Плотников, даже в этой ситуации оставалась возможность претендовать на часть территории северо-восточного побережья Новой Гвинеи, но правительство Российской империи ограничилось обращением к правительству Германии с предупреждением о недопущении ущемлений частных прав Миклухо-Маклая, приобретённых им на основании ранее заключённых соглашений с жителями острова.
Очередную попытку сохранить хотя бы часть территории за Российской империей учёный предпринял в 1886 году, обратившись к Александру III с просьбой разрешить ему основать в Порту Алексей или на одном из незанятых островов российскую колонию. Миклухо-Маклаю удалось даже собрать 1200 заявок от добровольцев, готовых переселиться в новую колонию (их число увеличится по словам учёного до «более 2000» в феврале 1887 года).
Созданный для рассмотрения проекта Миклухо-Маклая комитет, в заседаниях которого учёный принял личное участие, 9 декабря 1886 года отклонил проект Миклухо-Маклая, мотивируя свой отказ тем, что «поднятие русского флага неминуемо вовлекло бы правительство в целый ряд дорогостоящих мероприятий без существенной пользы для государства».
Германская колония просуществовала на Берегу Миклухо-Маклая до Первой мировой войны, когда она была занята австралийскими войсками, а затем была преобразована в подмандатную территорию Австралии.

## С 1914 года
С 1914 года берег Миклухо-Маклая называется берег Раи (англ. Rai Coast). С момента независимости Папуа-Новой Гвинее 16 сентября 1975 года земли Берега Раи принадлежат Папуа-Новой Гвинее (район берег Рай, Маданг). Официально используется название берег Рай (англ. Rai Coast). В начале XXI века местные жители считали, что «Rai-coast» является сокращением от словосочетания «Russian coast» (Русский берег). Однако такое объяснение является народной этимологией. Исторически оно неверно, поскольку название побережья «Раи» встречается в дневниках ученого.
Ныне эта территория входит в провинции Моробе и Маданг.